# Ollie (skate)

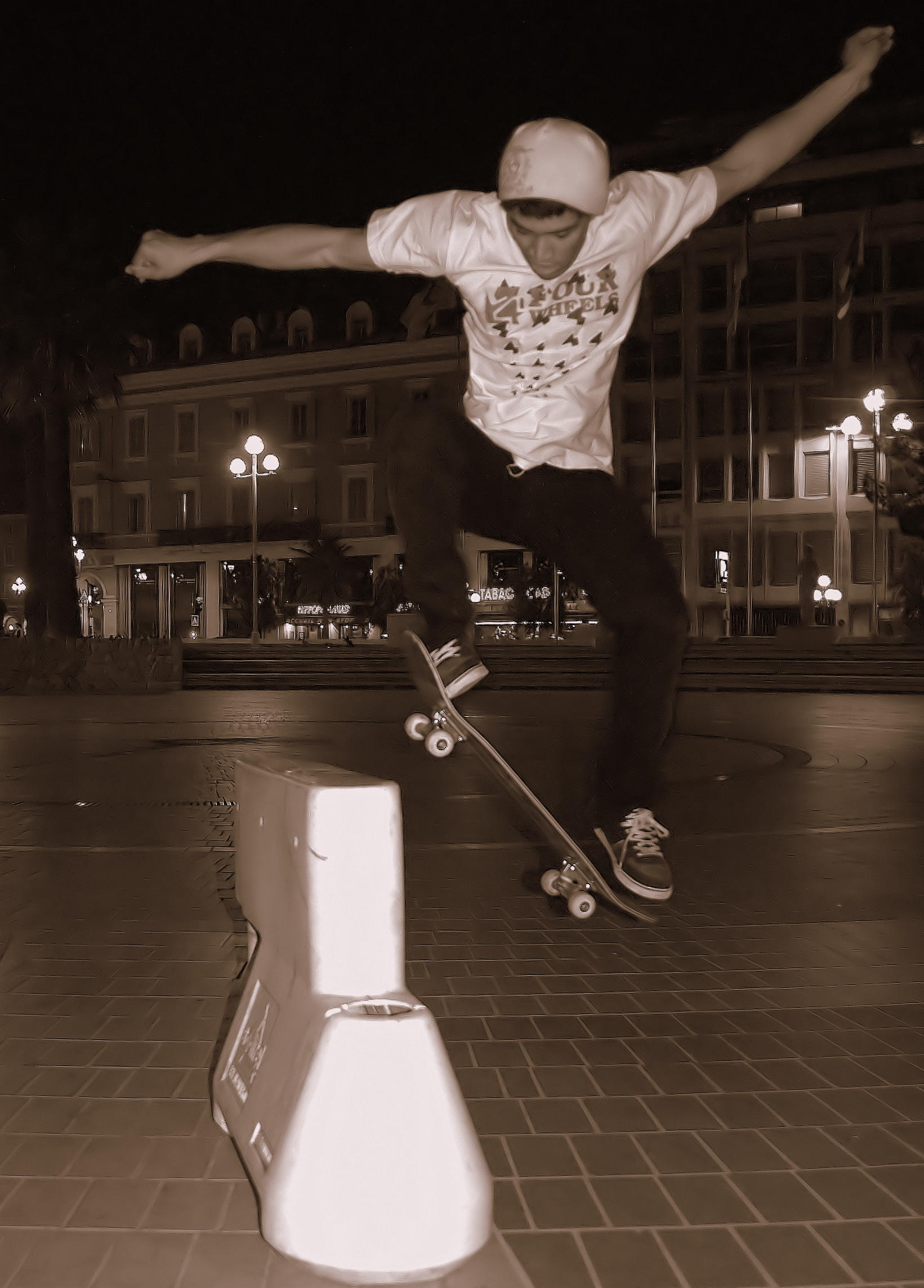
Skatista realizando o ollie

O ollie é uma manobra de skate onde o praticante e o skate saltam para o ar sem o uso das mãos. Especialmente em terreno plano, não é intuitivamente óbvia a forma que a decolagem é alcançada, tornando a manobra visualmente impressionante.
O ollie é fundamental no street skate (skate de rua), e é usado para saltar sobre ou fora de obstáculos, sobre vãos de terrenos hostis, como grama ou escadas. Como tantos outras manobras dependem dele, por exemplo, o kickflip e heelflip, o ollie é geralmente o primeiro a ser aprendido por um novo skatista. O ollie geralmente leva tempo para se aprender.

## Origem
Em 1979, Rodney Mullen, enquanto andava de skate em piscinas e pistas aprendeu a realizar aéreos sem as mãos, usando adiamento suave no nose e movimento escavar para manter o shape com os pés.